# 马克斯·于迪古

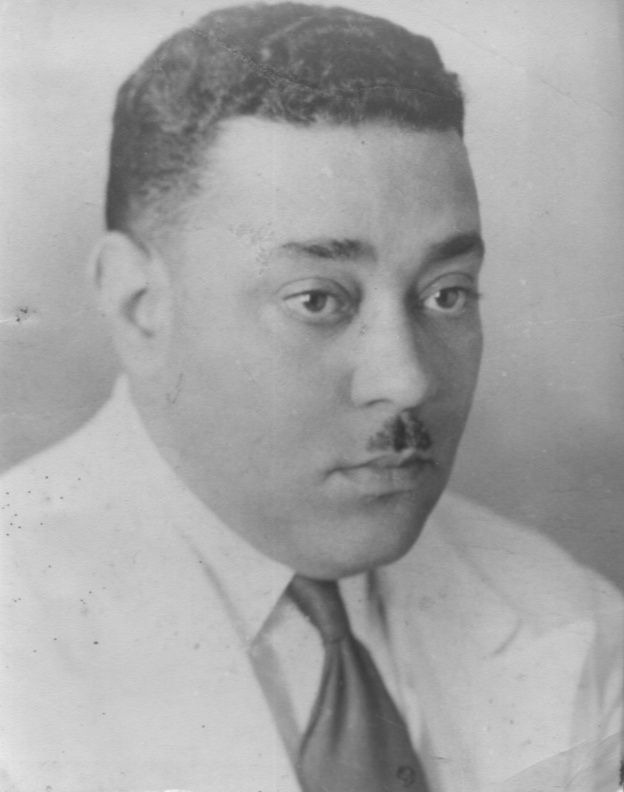

馬克斯·萊利奧·于迪古（法語：Max Lélio Hudicourt，發音：[maks leljo ydikuʁ]；1907年6月25日—1947年5月4日），海地穆拉托人出身的律師、記者和社會主義政治領袖。
于迪古出身太子港一個穆拉托人精英家庭，但在他母親的故鄉熱雷米度過了他的童年。他後來搬到太子港追求更高的教育和參加法學院課程。這些年來他和他的律師和參議員叔叔和導師皮埃爾于迪古同住，並受他強烈影響。
在1933年，佔領海地的美國海軍陸戰隊試圖使海地擺脫馬克思主義的影響，興師動眾發動對布爾什維克活動的鎮壓。于迪古被捕，受審，並被判入獄3個月，據稱因與海地共產黨始創人雅克·羅曼有關。在對他的審判後，于迪古明確表示，雖然他確定了意識形態的原則，但他不是共產主義者。絕食和國際社會的關注為他和羅曼得以提早出獄。
他繼續反對總統斯泰尼奥·樊尚。他通過與美國海軍陸戰隊結盟使他在美軍撤出後得以當選總統。當文森特在1938年實行獨裁統治，于迪古幫助組織大型示威，當局報以嚴厲鎮壓。隨著抗議活動的領導人被圍捕入獄，于迪古逃往紐約。
當他回來兩年後，埃利·萊斯科繼任總統，于迪古立刻被警察監視。在1941年，他批評警察局長競選國會席位。警方襲擊了他揍了他一頓，于迪古再次被流放到多明尼加共和國，然後再去紐約。
在談判後他於1942年回到海地，被允許發行一份社會主義報章〈La Nation〉，並用他自己的資金資助運作。它成為在海地歷史上有文化的城市工人中廣為流傳的社會主義報章中發行時間最長的。
他後來接受海地政府次級外交官員職位，但因萊斯科抗議未能就任，La Nation被封禁，原因是「播種仇恨和煽動麻煩」。
由於海地警察和美國聯邦調查局一直密切關注海地的左派運動，他繼續流亡在紐約哈林區從事政治活動。他流亡中的作品包括“海地面臨明天的和平”（1945年）和“法西斯主義的勝利：或者美國在海地事務的共同責任”（1945年）
萊斯科下台後，他返回海地引領海地社會黨。1946年，他作為海地社會黨候選人進入海地眾議院，成為唯一當選的社會主義政治家。他的一部分失敗是1947年率領一個高級別代表團到美國，以確保減免佔領時期的貸款和債務。
當年五月，于迪古被發現癱坐在他的辦公桌，他的胸部有槍傷並有一把手槍。有人說是自殺也有人說是被總統派人剌殺。